# Liesel Markowski
Liesel Markowski (geborene Carow, * 1. Juli 1928 in Rostock; † 23. Januar 2019 in Berlin-Pankow) war eine deutsche Musikwissenschaftlerin.

## Leben
Markowski war die Tochter eines promovierten Wirtschaftswissenschaftlers und Unternehmers. Dieser starb als Soldat am Ende des Zweiten Weltkrieges. Sie besuchte das Lyzeum in Rostock und absolvierte 1947 ihr Abitur ebenda. Danach lernte sie Schneiderin. Gleichzeitig sang sie im Bachchor und studierte später Gesang und Musikwissenschaft an der Deutschen Hochschule für Musik und an der Humboldt-Universität zu Berlin. 1956 wurde sie Mitglied der SED.
1959 wurde sie Redakteurin bei der Zeitschrift Musik und Gesellschaft, die sie von 1973 bis 1990 als Chefredakteurin leitete. In den 1980er-Jahren promovierte sie bei Günter Mayer zum Thema „Massenmedien und Musik in der kompositorischen Praxis und im theoretischen Denken Hanns Eislers“ an der Akademie für Gesellschaftswissenschaften. 1978 wurde sie mit dem Vaterländischen Verdienstorden in Bronze und 1988 in Silber ausgezeichnet.
Ihr Mann war der Politiker Paul Markowski, der 1978 bei einem Hubschrauberabsturz in Libyen tödlich verunglückte.